# Rie Timmer
Hendrika Geertruida Timmer (6 oktober 1925 – 10 februari 1994) was een Nederlandse schaakster en tweevoudig Nederlands schaakkampioen bij de dames. Samen met Fenny Heemskerk, Ada van der Giessen en Corry Vreeken behoorde ze tot Nederlandse damesschaaktop in het midden van de twintigste eeuw.

## Biografie
Rie Timmer kreeg al op jonge leeftijd schaakles van haar ouders. In 1953 en 1960 werd ze schaakkampioen bij de dames van de Haagse Schaakbond. Met het Nederlands damesteam deed ze drie keer mee aan de Schaakolympiade, in 1963 in Split, in 1966 in Oberhausen en in 1969 in Dublin. In 1971 versloeg ze Ada van der Giessen in een tweekamp om het kampioenschap van Nederland, en in 1972 werd ze opnieuw schaakkampioen bij de dames. Ze was werkzaam voor Hoogovens, en in de periode dat ze in Beverwijk woonde, was ze nauw betrokken bij de organisatie van het Hoogovens Schaaktoernooi. Ook speelde ze in internationale toernooien tegen schaaksters zoals Mary Bain, Waltraud Nowarra en Lisa Lane. Ze keerde terug naar Ermelo om haar zieke moeder te verzorgen. Daar werd ze weer lid van de Ermelose schaakvereniging VSG, waar haar vader voorzitter van was; deze functie zou ze daar later zelf ook bekleden. Ze werd er meerdere malen clubkampioen en ze schaakte in het eerste team van deze vereniging. Naast haar taken voor VSG was Rie Timmer 13 jaar lang secretaris van de Oostelijke Schaakbond; ook begeleidde ze jeugdige spelers die bij haar thuis kwamen schaken, tussen de lectuur en naslagwerken die hoog lagen opgestapeld op stoelen, kasten en op de grond. Op 7 februari 1994 werd Rie Timmer, een competitiewedstrijd spelend tegen vereniging De Schaakmaat in Apeldoorn, getroffen door een hartinfarct. Ze overleed drie dagen later, donderdag 10 februari 1994. Ze werd 68 jaar oud.

## Schaakstijl
Een voorbeeld van de schaakstijl van Rie Timmer is te zien in de wurgpartij tegen de Amerikaanse Lisa Lane, gespeeld op 3 oktober 1966, tijdens de schaakolympiade in Oberhausen.
wit: Lisa Lane - zwart: Rie Timmer

1.e4 d6 2.d4 Pf6 3.Pc3 e5 4.dxe5 dxe5 5.Dxd8+ Kxd8 6.Lg5 Le6
7.O-O-O+ Ld6 8.f4 h6 9.Lh4 Ke8 10.Pf3 Lg4 11.Lb5+ Pfd7 12.The1
Pc6 13.Td5 Le6 14.fxe5 Lb4 15.Td3 g5 16.Lf2 g4 17.Ph4 Pdxe5
18.Tg3 a6 19.Le2 h5 20.Ld1 Td8 21.Tge3 Pc4 22.Td3 P6e5
23.Txd8+ Kxd8 24.Ld4 c5 25.Lf2 Lxc3 26.bxc3 b6 27.Pf5 Kd7
28.Le2 Kc6 29.Td1 Kb5 30.Lg3 Ka5 31.Pd6 Ta8 32.Pb7+ Ka4 33.Pd8
b5 34.Pxe6 fxe6 35.Lxe5 Pxe5 36.Td6 Pg6 37.g3 Pf8 38.c4 Kb4
39.cxb5 axb5 40.Kb2 c4 41.c3+ Kc5 42.e5 Ta7 43.Td4 Td7 44.Te4
Td2+ 45.Kb1 Kd5 46.Te3 Pd7 0-1. Zie diagram.
Hoewel het materieel gelijk staat, ziet wit zich genoodzaakt op te geven wegens gebrek aan zinvolle zetten.

## Partijen
In de schaakdatabank van ChessGames.com staan 12 partijen die door Rie Timmer gespeeld zijn. Haar winstpercentage over deze 12 partijen is 79.2%.
Er is een partij van haar bekend tegen simultaangever Boris Spasski, gespeeld op 24 juni 1964; de partij eindigde in remise.
Ook is er een partij bekend van haar tegen Carla van der Griendt (de latere landskampioene Carla Bruinenberg), gespeeld in 1971 tijdens het dameskampioenschap; deze werd gewonnen door Timmer.

## Rie Timmer Rapidtoernooi
Vanaf 1985 wordt door het Veluws Schaakgenootschap (VSG) jaarlijks het Rie Timmer Rapidtoernooi georganiseerd in Ermelo. Winnaars in de hoofdgroep waren o.a. Ramon Koster in 2000, Roeland Pruijssers in 2005, en veelvoudig clubkampioen bij VSG Andries Mellema in 2004, 2009, 2016, 2019 en 2023.